# Charles Spearman

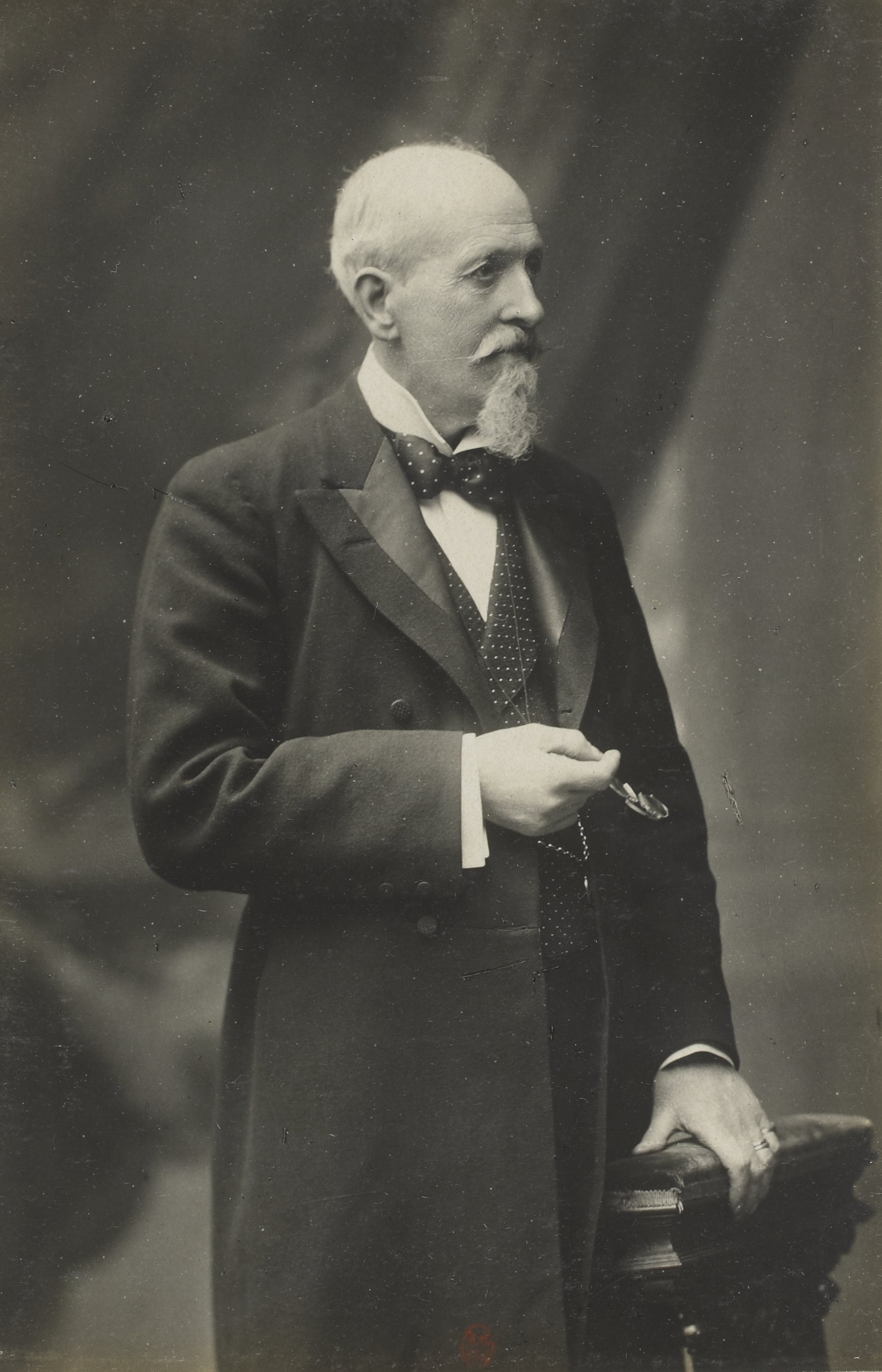
Charles Spearman

Charles Spearman (ur. 10 września 1863, zm. 17 września 1945) - psycholog angielski, pionier analizy czynnikowej, zapoczątkował nowoczesne rozumienie inteligencji człowieka.
Spearman był uczniem Wilhelma Wundta i Francisa Galtona. Badając dzieci szkolne odkrył w rozwiązywaniu przez nich zadań umysłowych czynnik określający jakość ich pracy w różnych zadaniach, który nazwał czynnikiem "g". Później sformułował tzw. dwuczynnikową teorię inteligencji, która głosiła, że do wykonania zadania umysłowego potrzebne jest wykorzystanie ogólnej zdolności intelektualnej (czynnika g) oraz zdolności specyficznych (czynnika s).
Uczniem Charlesa Spearmana był John C. Raven, angielski psycholog i psychometra.